# Proces Warszawski

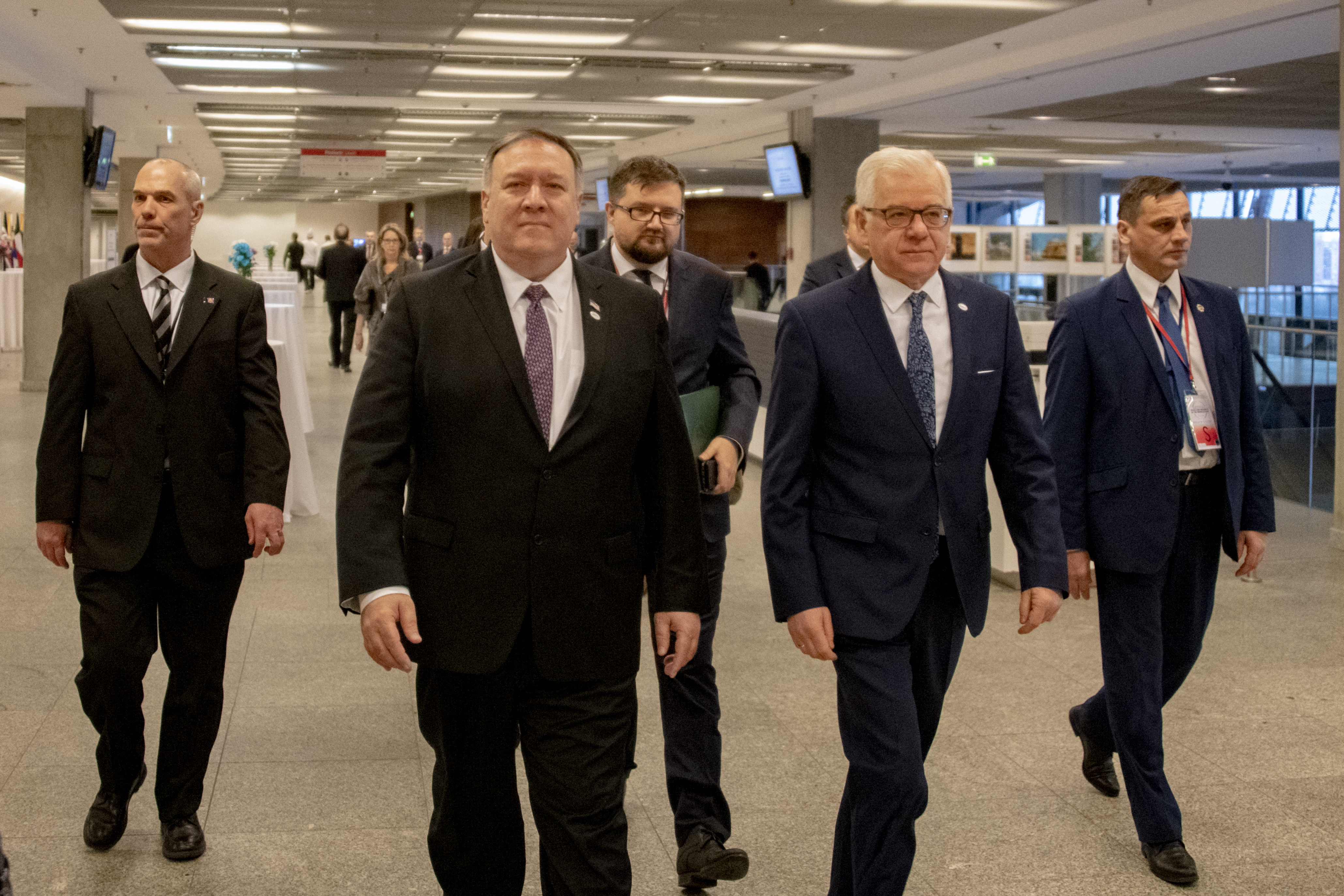
Jacek Czaputowicz i Mike Pompeo podczas szczytu w Warszawie (2019)

Proces Warszawski (ang. Warsaw Process) – polsko-amerykańska inicjatywa dyplomatyczna na rzecz bezpieczeństwa na Bliskim Wschodzie i umacniania współpracy regionalnej zainicjowana w 2019.
Proces Warszawski został rozpoczęty współorganizowanym przez Polskę i Stany Zjednoczone szczytem, który odbył się 13–14 lutego 2019 w Warszawie. Polskę reprezentował premier Mateusz Morawiecki oraz minister spraw zagranicznych Jacek Czaputowicz, zaś Stany Zjednoczone wiceprezydent Mike Pence i sekretarz stanu Mike Pompeo. W spotkaniu wzięło udział ponad 60 delegacji, w tym reprezentanci państw arabskich i Izraela, a także Unii Europejskiej i NATO. Mimo wystosowanego zaproszenia, w konferencji nie uczestniczyli przedstawiciele Autonomii Palestyńskiej. Celem spotkania było omówienie możliwości rozwiązania kryzysów regionalnych na obszarze Bliskiego Wschodu.
Podczas szczytu utworzono siedem grup roboczych: przeciwdziałanie terroryzmowi i jego nielegalnemu finansowaniu; zapobieganie proliferacji pocisków balistycznych; bezpieczeństwo morskie i lotnicze; cyberbezpieczeństwo; bezpieczeństwo energetyczne; kwestie humanitarne i związane z uchodźcami; prawa człowieka. W ramach prac w grupach roboczych odbyły się następnie spotkania w: Korei Południowej, Stanach Zjednoczonych, Bahrajnie, Polsce, Rumunii, Brazylii oraz Maroku. Ostatnie spotkania w ramach Procesu Warszawskiego odbyły się w 2020.
Proces Warszawski spotkał się z krytyką władz w Teheranie, które uznały, że inicjatywa jest wymierzona w Iran. W związku z planami organizacji warszawskiego szczytu, władze w Teheranie wręczyły notę protestacyjną na ręce chargé d’affaires RP w Iranie, Wojciecha Unolta. 13 lutego 2019, Iran, Rosja i Turcja zorganizowały równoległy szczyt w Soczi. Turcja następnie zaangażowała się w prace Procesu Warszawskiego.